# Anomala piliscutella
Anomala piliscutella är en skalbaggsart som beskrevs av Lin 1981. Anomala piliscutella ingår i släktet Anomala och familjen Rutelidae. Inga underarter finns listade i Catalogue of Life.